# Doijum
Doijum (Fries: Doaium) is een buurtschap in de gemeente Waadhoeke, in de Nederlandse provincie Friesland. De plaats ligt ten zuiden van Franeker, tussen Hitzum en Tzum, aan de Franekerweg.
De buurtschap valt onder de woonplaatsen Hitzum en Franeker, verdeeld over drie adressen in Franeker en zes adressen in Hitzum. De Doijumervaart was lang de vaarverbinding naar Franeker.

## Geschiedenis
Doijum is ontstaan als een terpnederzetting. De plaats werd onder andere vermeld als Dodoghema in 1402, als Do(e)deghum in 1406, 1413 en 1433, als Doyem in 1434 en de 17e en 18e eeuw, als Doenghum in 1505 en als Doijum en Doijem vanaf de 19e eeuw. De plaatsnaam verwijst de woonplaats van de familie van Doyum, of Dodinga, afgeleid van de persoonsnaam Dodo of Doede.
Voor de gemeentelijke herindelingen van 1984 lag de buurtschap verdeeld over twee gemeenten, de gemeente Franeker en de gemeente Franekeradeel, die fuseerden tot de fusiegemeente Franekeradeel, die in 2018 opging in de gemeente Waadhoeke.  
Steden, dorpen en gehuchten: Achlum · Baijum · Beetgum · Beetgumermolen · Berlikum · Blessum · Boer · Boksum · Deinum · Dongjum · Dronrijp · Engelum · Firdgum · Franeker · Herbaijum · Hitzum · Klooster-Lidlum · Marssum · Menaldum · Minnertsga · Nij Altoenae · Oosterbierum · Oude Leije (klein deel) · Oudebildtzijl · Peins · Pietersbierum · Ried · Ritsumazijl · Schalsum · Schingen · Sexbierum · Sint Annaparochie · Sint Jacobiparochie · Slappeterp · Spannum · Tzum · Tzummarum · Vrouwenparochie · Welsrijp · Westhoek · Wier · Winsum · Zweins

Buurtschappen: Arkens · Bonkwerd · De Vlaren · Dijkshoek · Doijum · Fatum · Hatsum · Het Hooghout · Kie · Kiesterzijl · Kingmatille · Klooster Anjum · Koehool · Laakwerd · Lutjelollum · Miedum · Nieuwebildtzijl · Oosterend · Oosthoek · Rewerd (deels) · Roptazijl (deels) · Salverd · Schildum · Sopsum · Stad Niks · Tolsum · Tritzum · Tjeppenboer · Vrouwbuurtstermolen (deels) ·  Weakens · Westerend · Zwarte Haan

Voormalige buurtschappen:Barrum · De Kampen · De Poelen · Dijksterhuizen · Franjumerburen · Holprijp · Koum · Langwerd · Teetlum · Memerd · War 

Friesland: Steden en dorpen      Nederland: Provincies · Gemeenten